# I. Karlmann frank király

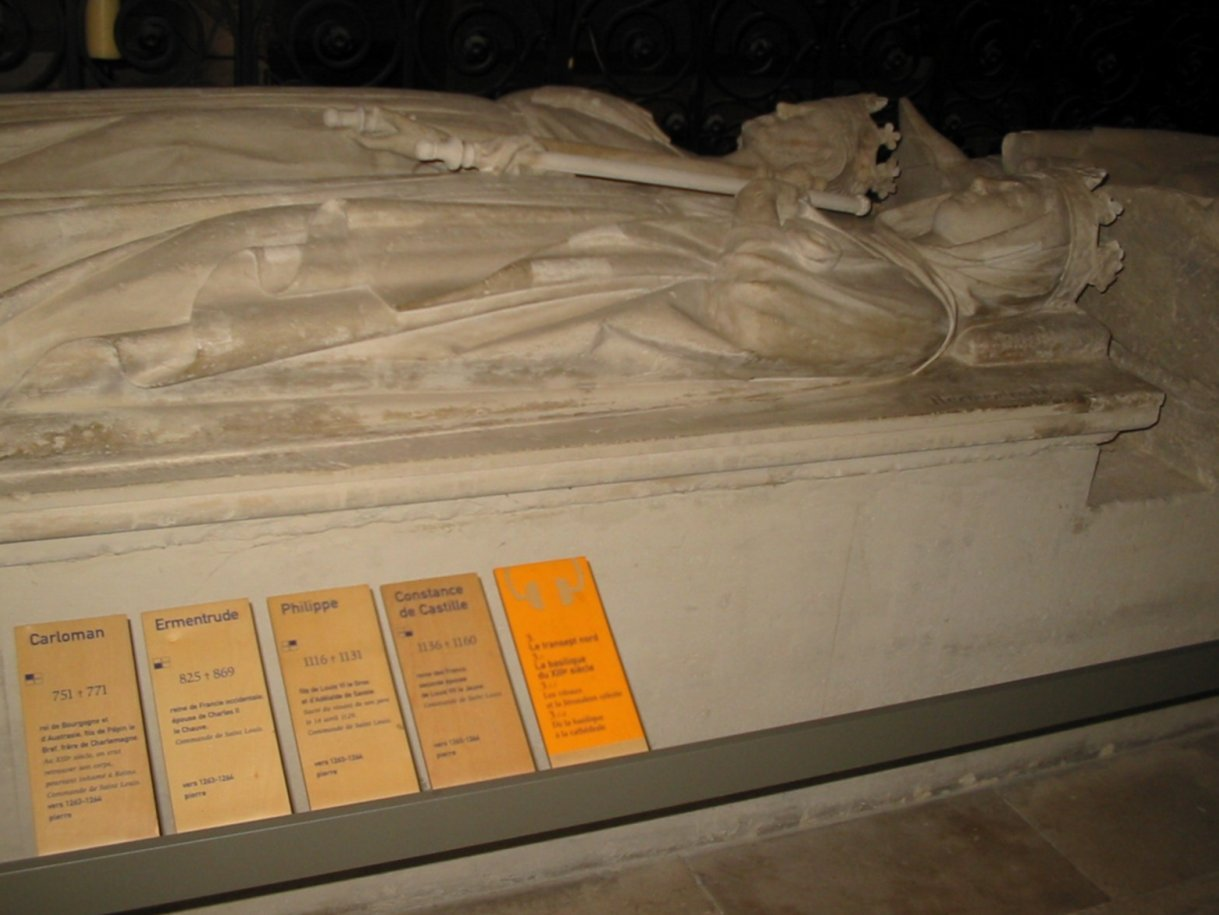
Karlmannt (751-771) a Saint-Denis-i apátságban temették el Ermentrude mögé

I. Karlmann (Soissons, 751. június 28. – Samoussy, 771. december 4.) a frankok királya volt 768-tól 771-ben bekövetkezett haláláig. Kis Pipin, az első Karoling király és felesége, Laoni Bertrada kisebbik fia, Nagy Károly öccse volt.

## Élete
Karlmann szerencsétlenségére a frank történelem két nagy alakja, Kis Pipin és Nagy Károly árnyékában élt és az utókor is ehhez a két személyhez viszonyítja leggyakrabban, amikor "félénk, önsajnálattal teli és hiú" személyként ábrázolják a történészek. Kevés tényszerű információ maradt fenn életéről és személyiségéről, kivéve amikor élete egyes mozzanatai közösek apjával vagy bátyjával.
Hároméves korában, 754. július 28-án apjával és bátyjával együtt a frankok királyává és Róma patriciusává kente fel II. István pápa, aki apja segítségét akarta biztosítani Aistulf longobárd király ellen. Pipin halála után bátyjával közösen örökölte a frank birodalmat, illetve annak nyugati felét, Austrasia királyságát. Karlmann udvara Soissons-ban rendezkedett be és onnan igazgatta birtokait: Párizst és környékét, a Francia-középhegység térségét, Languedoc, Provence, Burgundia hercegségeket, Austrasia déli részét, Elzászt és Alemanniát. Ezeket a területeket a király személyén kívül kevés szál kötötte össze, és bár bátyja, Nagy Károly királyságánál könnyebben lehetett megvédelmezni, de kevesebb jövedelme is származott belőle.
A történészek megegyeznek abban, hogy Karlmann és Nagy Károly nem szerették egymást, de ennek okait nem sikerült feltárni. Elképzelhető, hogy mindkét testvér apjuk jogos örökösének tartotta magát - Károly, mint az idősebb gyermek, Karlmann, mint Pipin legitim gyermeke (ennek oka, hogy egyes vélemények szerint Károly házasságon kívül született) Mindenesetre amikor Pipin felosztotta birodalmát fiai között, ez már csak tovább fokozta a korábban is meglévő ellentéteket és mindketten úgy érezték, hogy apjuk megfosztotta őket jogos örökségüktől.
Karlmann uralkodása rövid és gondterhes volt. A két testvér közösen uralkodott Aquitánia hercegsége felett, ahol Pippin halálát követően felkelés tört ki. Károly 769-ben sereget vezetett a hercegségbe a felkelés megfékezésére. Karlmann, saját serege élén, bátyja segítségére vonult, de Montcour-nál, Poitiers közelében összeveszett vele és otthagyta. A történészek véleménye szerint Karlmann megpróbálta aláásni Károly tekintélyét és meggyengíteni hatalmát, hiszen az utóbbit jobban veszélyeztette a felkelés. Azonban Károly sikerrel verte le a lázadókat, míg Karlmann magatartása visszatetszést keltett a harcos frank nemesurak körében.
A két testvér között annyira megromlott a viszony, hogy anyjuknak, Laoni Bertradának kellett közvetíteni közöttük. Azonban Bertrada is inkább Károlyt részesítette előnybe, hiszen hátralevő éveit udvarában töltötte, Karlmannal szemben.
770-ben Bertrada megpróbálta összebékíteni két fiát. A húsvétot Károllyal töltötte Liège-ben, majd meglátogatta Karlmannt, aki ekkor Seltz városában tartózkodott. A látogatás pontos célja nem ismert, elképzelhető, hogy csak a gyanúját akarta elaltatni vagy tényleg arra akarta rávenni, hogy Károllyal kibéküljön – de az év végére Károly teljesen bekerítette öccsét. Anyja ugyanis Itáliába utazott és visszafelé feleséget hozott Károlynak Desiderata személyében, aki Desiderius longobárd király lánya volt. A longobárd királyság Karlmann birtokaitól keletre feküdt és a házasság révén Károly és Desiderius szövetséget létesített. Bertrada emellett megszerezte Károlynak III. Tasziló bajor herceg támogatását is, akit még apjuk ültetett a bajor trónra. Bertrada még a pápa támogatását is megpróbálta megszerezni és rávette Desiderata-t, hogy mondjon le bizonyos területekről a pápai állam javára. II. István pápa azonban továbbra sem támogatta a baráti frank uralkodó és a pápák ellenségének tartott longobárdok szövetségét.
Bár Károly házassági szövetsége a frank birodalom szempontjából előnyös volt, de mindenképpen fenyegetést jelentett Karlmann személyére nézve. Mivel jelentős támogató nélkül maradt, megpróbálta bátyja lépéseit ellene fordítani és felajánlotta segítségét a pápának a longobárdok elleni harcban. Titkos tárgyalásokat kezdett a pápai udvar egyik prominens személyiségével, Primicerius Kristóffal, aki a lombardok ellensége volt, de utóbbinak a pozícióját jelentősen meggyengítette a frank-longobárd közeledés és nemsokára Desiderius meggyilkoltatta. Karlmann helyzetét csak az mentette meg, hogy Károly váratlanul kitagadta feleségét, és Desiderius kénytelen-kelletlen szövetségre lépett Karlmannal.
Karlmann 771. december 4-én váratlanul meghalt Villa de Samoussy nevű birtokán. Bár halála hirtelen volt és Károlynak kedvezett, mégis visszavezethető természetes okokra (a történészek váratlan és erős orrvérzésre gyanakodnak). Halála előtt közte és bátyja között a feszültség majdnem fegyveres összecsapásban robbant ki, mindenesetre Károly életrajzírója, Einhard ennek tulajdonítja Karlmann lépéseit.
A reimsi katedrálisban temették el, de a 13. században áthelyezték maradványait a párizsi Saint-Denis-i apátságba.

## Családja és leszármazottai
Karlmann felesége a források szerint gyönyörű frank nemesassony, Gerberga volt. III. István pápa szerint Gerbergát, csakúgy mint Károly ágyasát, Himiltrudet, Kis Pipin választotta ki fia számára. A házasságból két gyermek ismert:
- Pipin (770 - 774 után), Karlmann idősebbik fia és örököse.[14] Mindenesetre férje halála után Gerberga arra számított, hogy fia foglalja el a trónt és nagykorúságáig ő uralkodik, mint régens. Azonban Karlmann támogatói – unokaöccse, Adalhard, Fulrad, a Saint-Denis apátja és Warin gróf  – ellene fordultak és Károlynak ajánlották fel Austrasia trónját és területeit, amit ő habozás nélkül elfogadott.[15] Gerberga ekkor elmenekült („minden ok nélkül” - Einhard szerint)[16] fiaival és Autchar gróffal Desiderius udvarában kért menedéket, aki azt követelte I. Adorján pápától, hogy Karlmann fiait kenje fel a frankok királyának.[17] Gerberga menekülése és Desiderius követelése éppen az ellenkező hatást érte el, hiszen Károlynak lépnie kellett a Karlmann fiai jelentette fenyegetés ellen: bevonult Itáliába és elfoglalta a Lombard Királyságot. Desideriust családjával együtt elfogták, fejüket leborotválták és száműzetésbe kényszerítették őket. Gerberga és fiai sorsa nem ismert, de feltételezhető, hogy Desideriushoz hasonlóan kolostorokba vagy szerzetesrendekhez adták őket.[18]
- ismeretlen gyermek (? - 772 után). Létezése csak onnan ismert, hogy a korabeli források feljegyezték anyja menekülését "két fiával".[19]

Érdekes, hogy nehéz kapcsolatuk és öccse birtokainak elfoglalása ellenére Károly második törvényes fiát róla nevezte el. Ez, talán, egy nyilvános gesztus volt öccse, a fiú nagybátyja emlékére, valamint hogy elfojtson bármilyen szóbeszédet Karlmann gyermekeinek sorsával kapcsolatban. Ha így is volt, 781-ben Károly fiát átnevezte Pipinnek.